# Maria Mercader Forcada
Maria de l'Assumpció Mercader i Forcada(Barcelona, 6 de març de 1917−Roma, 26 de gener de 2011), coneguda com a Maria Mercader, fou una actriu catalana de cinema i teatre, tot i que gran part de la seva vida va transcórrer a Itàlia. Interpretà 41 pel·lícules, moltes de les quals com a protagonista.

## Carrera professional
Maria Mercader va entrar en el món del cinema de la mà de la cineasta Rosario Pi. Primer fou secretaria de rodatge al film El gato montés (1935) i, més tard, s'inicià com a actriu principal a Molinos de viento (1936-7).
A causa de la Guerra Civil Espanyola es traslladà primer a París i després a Roma. A la capital francesa va compaginar la seva activitat davant les càmeres, en cintes com L'Étrange nuit de Noël (1938), amb la formació en Art Dramàtic amb Louis Jouvet. No durà gaire la seva estada a França: l'any 1939 Mercader es traslladà a Itàlia, on va esdevenir una actriu de molta rellevància durant la dècada dels quaranta, per la seva emotiva interpretació i fotogènia. En aquesta època va rodar diferents pel·lícules, la primera de les quals fou la comèdia Il segreto inviolabile/Su mayor aventura (1939).
Tornà a Espanya per filmar Marianela (1940). Els interiors d'aquest film van ser rodats als Estudis Orphea de Barcelona. Dos anys més tard retornà a Espanya per participar en la coproducció Madrid de mis sueños/Buongiorno, Madrid! (1940). Mercader treballà en més coproduccions entre Espanya i Itàlia: Marido provisional/Dopo divorzieremo (1940), Il prigionero di Santa Cruz/El prisionero de Santa Cruz (1941) i La fuerza bruta/La forza bruta (1940). Al 1942 rodà Un garibaldino al convento, film dirigit per Vittorio de Sica, que més tard fou el seu marit.
A Itàlia també va treballar amb altres directors i directores de renom, com Rossano Brazzi, Carlo Ludovico Bragaglia, Luigi Zampa, Vivi Gioi, Umberto Melnati, Ernesto Almirante o Anna Magnani.
Entre 1944 i 1946 Mercader debutà a l'escena teatral amb obres com Il tempo e la famiglia Conway i Ma non è una cosa seria, entre d'altres.
L'any 1946 tornà a la pantalla gran amb Il canto della vita (1946) i, un any més tard, amb la Segona Guerra Mundial finalitzada rodà Natale al Campo 119 (1947). Continuà fent cinema fins al 1951 quan després de rodar Buongiorno Elefante (1951) aturà la seva carrera cinematogràfica. Durant aquest últim any l'actriu va fer tasques de productora, ja que va cercar finançament per a la cinta Ladri de biciclette que va voler rodar De Sica.
No seria fins al 1975 Mercader tornà a posar-se davant de la càmera per rodar Giovannino (1975). Al 1986, de la mà de Marguerite Duras interpretà per a teatre la versió catalana de l'obra Savannah Bay.
L'any 1978 publicà un recull de memòries en record a Vittorio de Sicca titulat La mia vita con Vittorio De Sica.
La seva última pel·lícula fou un remake titulat Il signior Max realitzada pel seu fill Christian De Sica l'any 1991.

## Parentiu
Filla de Lluís Mercader i Brunet i de Maria Forcada i Baxeras. Va estar casada amb Vittorio de Sica, de qui en fou la segona esposa, i amb qui va tenir dos fills. Es van casar l'any 1959 a Mèxic, però l'enllaç no fou reconegut per la legislació italiana. L'any 1968 van obtenir ambdós la nacionalitat francesa i es van tornar a casar a París.
Fou la mare de l'actor, director i guionista Christian de Sica i del músic Manuel De Sica, nascuts el 1949 i 1951, respectivament. Era l'àvia de l'actor i director Brando de Sica (fill de Christian) i del director i guionista Andrea de Sica (fill de Manuel). Fou consogra del crític i historiador italià Mario Verdone (pare de l'actor i director Carlo Verdone). Era tia del promotor musical català Gay Mercader.
Era cosina segona de Ramon Mercader, conegut per ser l'assassí de Trotski, tot i que alguns mitjans publicaren erròniament que eren germans. Els seus respectius avis, Eduard Mercader Sacanella (Barcelona 1851-1919), arquitecte, casat amb Concepció Brunet, i Narcís Mercader Sacanella (Barcelona 1844-1894), casat amb Rita Marina, eren germans.

## Filmografia
- La bruja, dirigida per Maximiliano Thous (1923)5
- Molinos de viento, dirigida per Rosario Pi (1939)
- L'étrange nuit de Noël, dirigida per Yvan Noé (1939)
- Il segreto inviolabile, dirigida per Julio De Fleishner (1939)
- La gerla di papà Martin, dirigida per Mario Bonnard (1940)
- La luce che torna, dirigida per Benito Perojo (1940)
- Una famiglia impossibile, dirigida per Carlo Ludovico Bragaglia (1940)
- El marido provisional, dirigida per Nunzio Malasomma (1941)
- La forza bruta, dirigida per Carlo Ludovico Bragaglia (1941)
- Il prigioniero di Santa Cruz, dirigida per Carlo Ludovico Bragaglia (1941)
- L'attore scomparso, dirigida per Luigi Zampa (1941)
- Due cuori sotto sequestro, dirigida per Carlo Ludovico Bragaglia (1941)
- Brivido, dirigida per Giacomo Gentilomo (1941)
- Il re si diverte, dirigida per Mario Bonnard (1941)
- L'uomo venuto dal mare, dirigida per Belisario Randone, Roberto De Ribon (1942)
- Se io fossi onesto, dirigida per Carlo Ludovico Bragaglia (1942)
- Un garibaldino al convento, dirigida per Vittorio De Sica (1942)
- Finalmente soli, dirigida per Giacomo Gentilomo (1942)
- Musica proibita, dirigida per Carlo Campogalliani (1942)
- Buongiorno, Madrid!, dirigida per Gian Maria Cominetti (1942)
- La fanciulla dell'altra riva, dirigida per Piero Ballerini (1943)
- Il treno crociato, dirigida per Carlo Campogalliani (1943)
- La vita è bella, dirigida per Carlo Ludovico Bragaglia (1943)
- Non sono superstizioso... ma!, dirigida per Carlo Ludovico Bragaglia (1943)
- I nostri sogni, dirigida per Vittorio Cottafavi (1943)
- La primadonna, dirigida per Ivo Perilli (1943)
- Nessuno torna indietro, dirigida per Alessandro Blasetti (1945)
- L'ippocampo, dirigida per Gian Paolo Rosmino (1945)
- La porta del cielo, dirigida per Vittorio De Sica (1945)
- Il canto della vita, dirigida per Carmine Gallone (1945)
- Natale al campo 119, dirigida per Pietro Francisci (1948)
- Cuore, dirigida per Duilio Coletti (1948)
- Il cavaliere misterioso, dirigida per Riccardo Freda (1948)
- Buongiorno, elefante!, dirigida per Gianni Franciolini (1952)
- Giovannino, dirigida per Paolo Nuzzi (1976)
- Claretta, dirigida per Pasquale Squitieri (1984)
- Llums i ombres, dirigida per Jaime Camino (1988)
- Savannah Bay, dirigida per Hermann Bonnin (1990) - Film TV
- Il conte Max, dirigida per Christian De Sica (1991)
- La casa del sorriso, dirigida per Marco Ferreri (1991)
- Al lupo, al lupo, dirigida per Carlo Verdone (1992)

### Televisió
- Savannah Bay com Madeleine. 1990
- Querida Concha com ella mateixa. 1993
- Amedeo Nazzari, un divo italiano com ella mateixa. 2001

## Obra escrita
- Mercader, Maria. La mia vita con Vittorio De Sica.  Milà: Arnoldo Mondadori, 1978, p. 214 pp. (Le Scie).